# Remaneicaris ignotus
Remaneicaris ignotus is een eenoogkreeftjessoort uit de familie van de Parastenocarididae. De wetenschappelijke naam van de soort is voor het eerst geldig gepubliceerd in 1983 door Dussart.